# Мукачевский драматический театр
Закарпатский областной государственный русский драматический театр — театр в Мукачево (Закарпатская область, Украина).

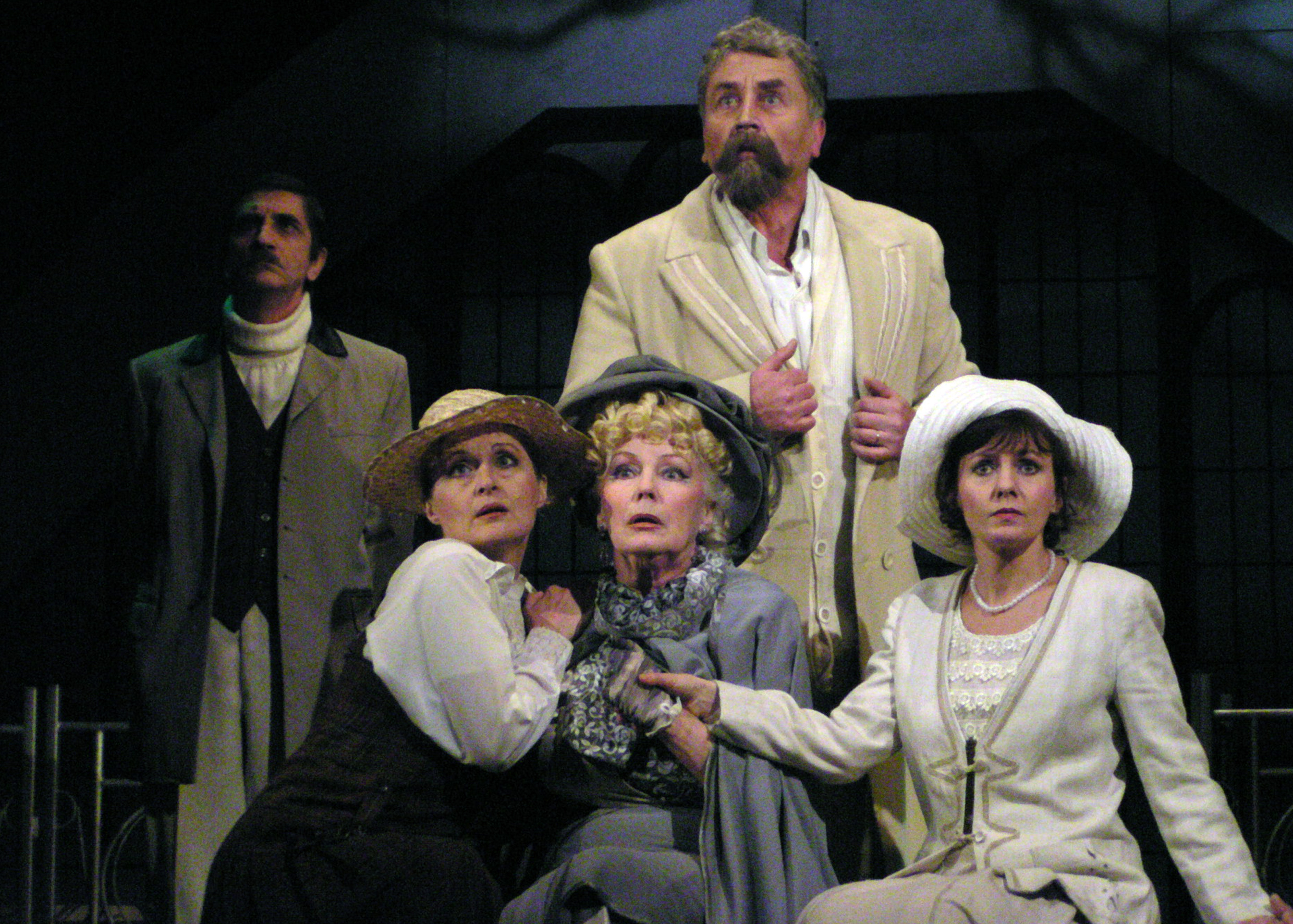
ВИШНЁВЫЙ САД. А. Чехов режиссёр Виталий Дворцин

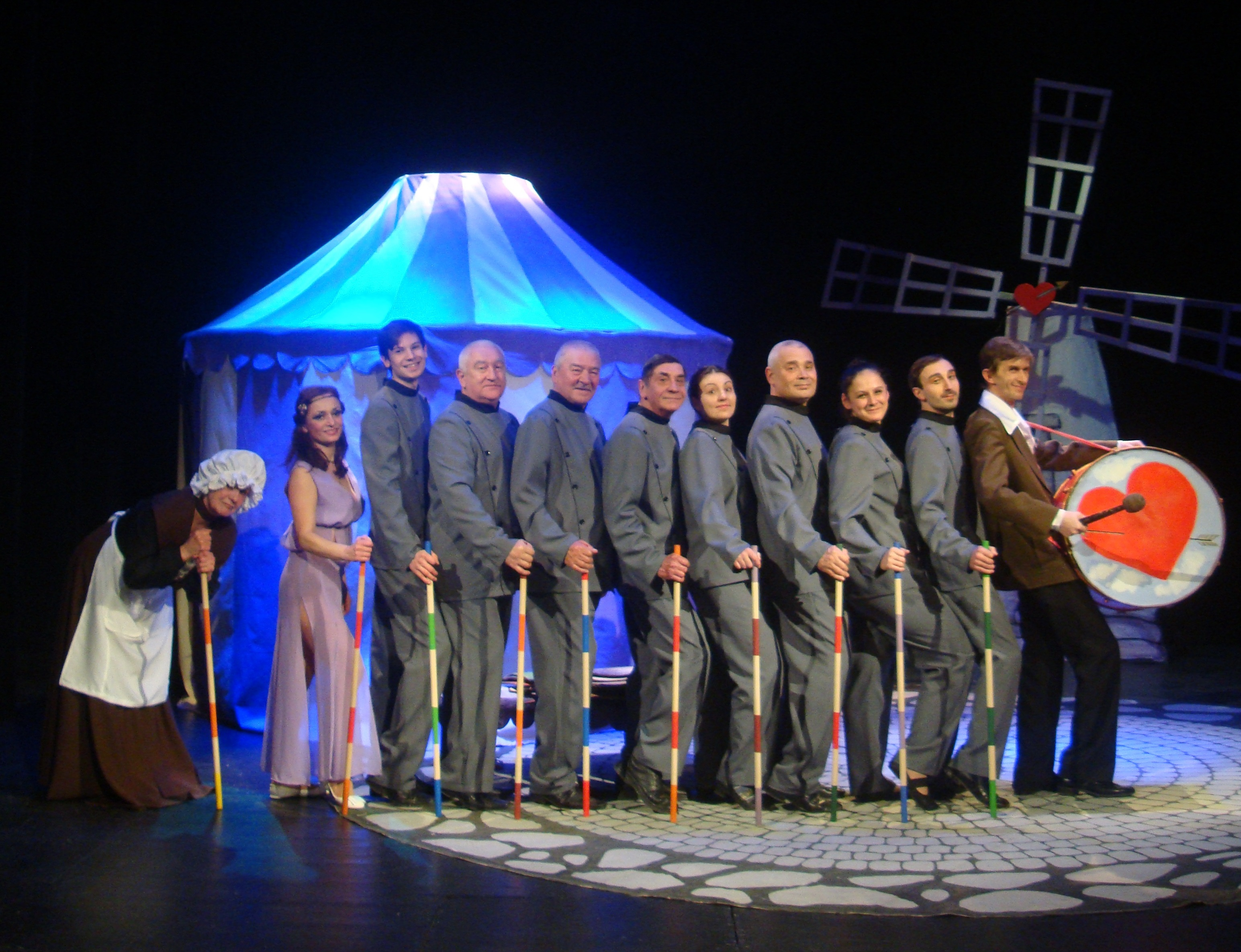
ВЕЛИКОДУШНЫЙ РОГОНОСЕЦ. Ф. Кроммелинк режиссёр Евгений Тыщук

Театральный коллектив, положивший начало нынешнему Закарпатскому театру русской драмы, был образован в 1902 году в г. Аккерман (ныне Белгород-Днестровский) в Южной Бессарабии и носил тогда название «Новый Аккерман». В 1947 году театр был переведён в Мукачево. В 1963 году театр был фактически закрыт, его присоединили к украинскому музыкально-драматическому театру из Ужгорода. В 1965 труппа добилась перевода в Мукачево на правах русского филиала театра, а в 1972 году — самостоятельности.
Творческими руководителями театра были:
- Г. Готарский
- С. Нижняя, заслуженная артистка Украины (1948—1952)
- Г. Музыка, заслуженный артист Украины (1953—1957)
- Д. Ляховецкий (1958—1967)
- А. Король, народный артист Украины (1972—1979)
- Юзеф Фекете, народный артист России (1982—1988)
- Ю. Горуля, заслуженный артист Украины (1988—1996).

Ныне театр возглавляет Заслуженный работник культуры Российской Федерации Юрий Шутюк (с 1979 года), главный режиссёр — Евгений Тыщук (с 2000 года). 